# 後備軍事動員

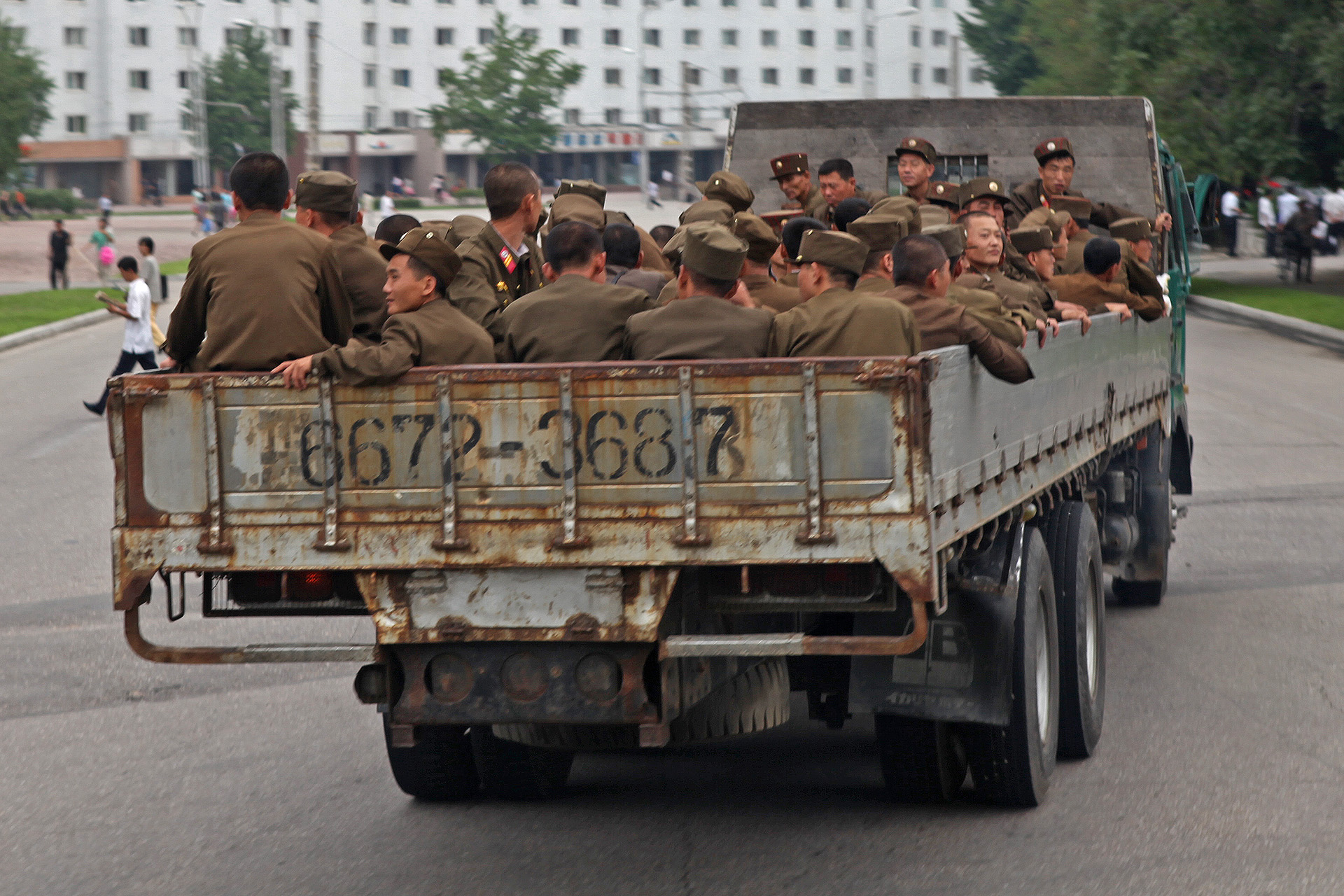
位在平壤的朝鮮工農赤衛軍

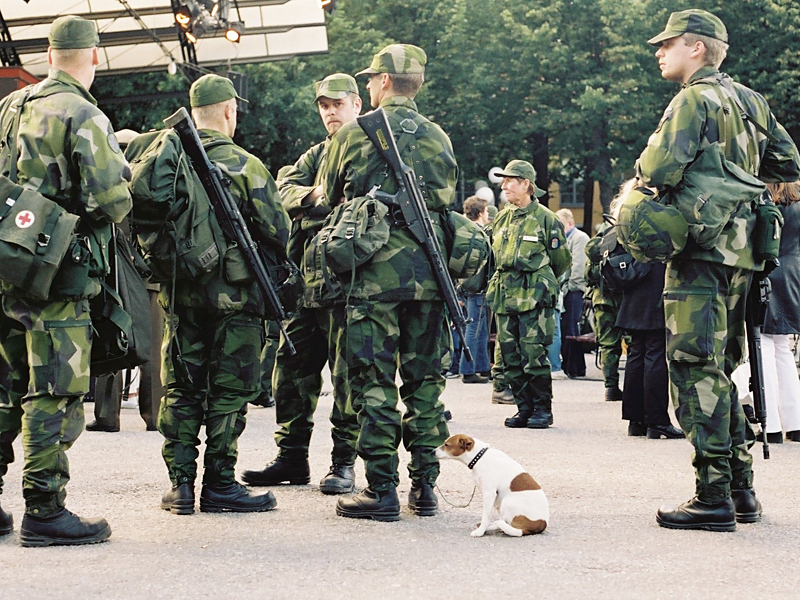
瑞典鄉土防衛隊的隊員

後備軍事動員是一種軍事制度，有總體戰的色彩，將有潛在軍事能力的人力物力編管，戰爭時迅速動員投入的制度。例如有軍事技能的人力（曾從軍過、有專長的人、受過訓的成年男性女性等）和有軍事價值的建築與設備（各式車輛、運輸飛機、機械工廠、燃料等）都在後備列管範圍，戰爭期間開始被指派生產糧食、武器和彈藥，後備力量除前線人力不足時支援作戰之外，也負責後方游擊戰、安全部隊訓練等防務工作，戰爭結束、非戰時則編為預備役，回歸民間生產力。

## 中國後備兵役史
府兵制是西魏时开始出现的一种兵役制度，宇文泰建立於大統年間，北周、隋、唐初继续沿用。中期被武則天破壞之後，直至唐玄宗天寶年間取消，改而实行募兵制，前後歷時約二百年。後來的朝代有相似的制度。
府兵制的特点可以简单概括为：平时为民，战时为兵；兵不识将，将不知兵
六镇之乱後北魏內亂，分為東魏與西魏，西魏大統八年（542年）權臣宇文泰將關中地區的六鎮軍人編成六軍，宇文泰為全軍統帥。後經過不斷編整直到大統十六年，已建立起八柱國、十二大將軍、二十四開府的組織。北周改府兵軍士為“侍官”，成為皇帝的親軍，一人充員府兵，全家皆編入軍籍。隋文帝楊堅開皇十年（590年）下詔：“凡是軍人可悉屬州縣，墾田籍帳，一與民同，軍府統領，宜依舊式。”成為“兵農合一”的制度。唐初承袭隋制，初置十二军。
府兵制過去說來被認為是建立在均田制的基礎上的，至唐朝后期，均田制被破坏，而且边患日深，机动性极强的北方骑兵入侵也要求唐朝军队作到兵将合一，能远征、能于边境长期驻防。故府兵制难以继续推行下去，終被取消。近年研究成果發現，府兵制及均田制的破壞同為唐代中央政府對於人口流動、戶口資料的掌握能力下降所造成的結果。這點和現代後備制度重視戶籍制度的特點不謀而合，若無有效的戶籍制度和人口流動管制，則無後備可言。
1944年，時任國民政府主席蔣中正為了增加對日抗戰新血，遂以「一寸山河一寸血，十萬青年十萬軍」口號號召青年從軍。在各中等院校實施軍訓制度，希望能爭取到更多的後備動員力量。
第二次國共內戰中毛澤東以「人民戰爭」精神，動員大量的後備軍人組成游擊隊與民兵等非正規軍種對敵人發動不對稱戰爭；作戰中表現傑出者再選拔入正規軍的中國工農紅軍。中華民國國軍的落敗可以說是後備動員能力的巨大差異有關鍵因素。目前國軍設有全民防衛動員署後備指揮部負責後備事宜，而中國人民解放軍中主管後備軍事動員的部門包括了中央軍事委員會後勤保障部、中央军事委员会国防动员部、人民武裝部等機構。

### 引用
1. ↑  《新唐书》卷50《兵志》说：“府兵之置，居无事时耕于野，其番上者，宿卫京师而已。若四方有事，则命将以出，事解辄罢，兵散于府，将归于朝。故士不失业，而将帅无握兵之重，所以防微渐、绝祸乱之萌也。”
2. ↑  《资治通鉴》卷一百八十七〈唐纪〉三载高祖武德二年云：“秋七月，初置十二军，分关内道诸府以隶焉。皆取天星为名（以万年道为参旗军、长安道为鼓旗军、富平道为玄戈军、醴泉道为井铖军、同州道为羽林军、华州道为骑官军、宁州道为折威军、岐州道为平道军、豳州道为招摇军、西麟州道为范游军、泾州道为天纪军、宜州道为天节军），以车骑府统之。每军将、副各一人，取威名素重者为之，督以耕战之务。由是士马精强，所向无敌。”

## 外部連結
- Support for Britain's Reservists and Employers (SaBRE)
- Union of Bundeswehr reservists e.V. (VdRBW)
- Academic Association for Security Studies (German) （页面存档备份，存于）
- Employer Support of the Guard and Reserve (US) （页面存档备份，存于）
- The All Party Parliamentary Reserve Forces Group (UK)
- 台灣後備軍友俱樂部 （页面存档备份，存于）